# Chigwell (metrostation)
Chigwell is een station van de metro van Londen aan de Central Line. Het station is geopend in 1903.

## Geschiedenis

### Stoomtreinen
Het station werd geopend op 1 mei 1903 door de Great Eastern Railway (GER) als onderdeel van de Fairloplus tussen Ilford en Woodford. De GER hoopte hier op het metro-effect, onroerend goed ontwikkeling als gevolg van de aanleg van een metro, dat klanten zou genereren voor de nieuwe lijn. De onroerend goed ontwikkeling kwam echter pas na de Eerste Wereldoorlog echt op gang en in 1923 werden de Britse spoorwegmaatschappijen in vier nieuwe bedrijven ondergebracht, zodoende werd de GER onderdeel van de London & North Eastern Railway (LNER). De LNER had de voorstadslijnen met stoomdiensten ten noordoosten van de stad in handen maar had geen geld om door elektrificatie meer reizigers aan te trekken. De GER had voor de Eerste Wereldoorlog parlementaire verboden op de verlenging van metrolijnen in haar gebied bewerkstelligd. Problemen met opstoppingen door overstappers tussen LNER en metro in Finsbury Park leidde er in 1925 toe dat LNER haar vezet tegen de metrolijnen naar het noorden en noordoosten opgaf. In 1933 werd het OV in Londen genationaliseerd in de London Passenger Transport Board (LPTB) waardoor de verschillende metrobedrijven in een hand kwamen. LPTB kwam met het New Works Programme 1935-1940 om knelpunten in het metronet aan te pakken en nieuwe woonwijken op de metro aan te sluiten. Omdat LNER geen geld had om de voorstadslijn te elektrificeren voorzag het New Works Programme in de integratie van de lijn in de Central Line.

### Underground
De ombouw tot metro begon in 1938 maar dat werd door het uitbreken van de Tweede Wereldoorlog in 1939 opgeschort. In 1946 hervatte de LNER de werkzaamheden, in verband met de aanpassingen die nodig waren voor de elektrificatie van de lijn werd het station op 29 november 1947 gesloten.
Op 21 november 1948 nam de Central Line de diensten door het station over en werd het station heropend. In 1962 werd goedkeuring gegeven aan de begroting voor de bouw van de Victoria Line en een jaar later werden op de District Line bescheiden proeven genomen met Automatic Train Operation (ATO) in verband met de ontwikkeling van rollend materieel -TS1967- voor de nieuwe lijn. Naar aanleiding van deze proeven werd besloten tot een grootschalige praktijkproef voor ATO ten behoeve van de Victoria Line. Hiertoe werd de Central Line tussen Hainault en Woodford aangepast en op 5 april 1964 begonnen de diensten door Chigwell met de voor ATO aangepaste metrostellen. Voor de proef werden vierbaks metrostellen van TS1960 en later driebaks metrostellen, bestaande uit twee stuurstanden TS1960 en een midden bak TS1938, gebruikt. Ook na de proef werd de pendeldienst voortgezet met stellen TS1967, deze dienst werd uitgevoerd als FACT, "Fully Automatic Controlled Train". Dit pseudo-eilandbedrijf bleef bestaan tot begin jaren negentig van de 20e eeuw toen er nieuw rollend materieel werd geïntroduceerd en er doorgaande diensten naar het centrum kwamen via Hainault.

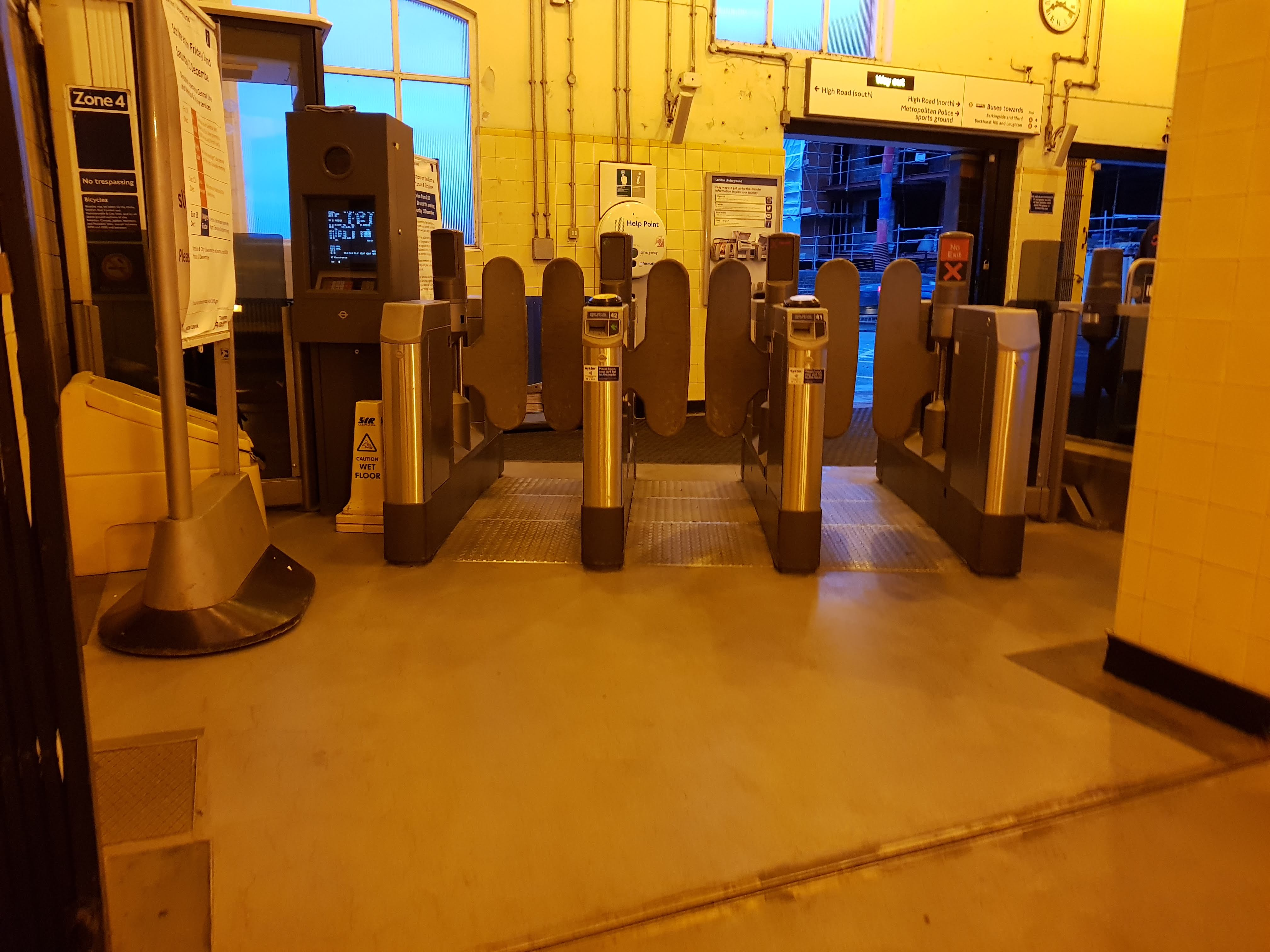
De toegangspoortjes in het stationsgebouw.
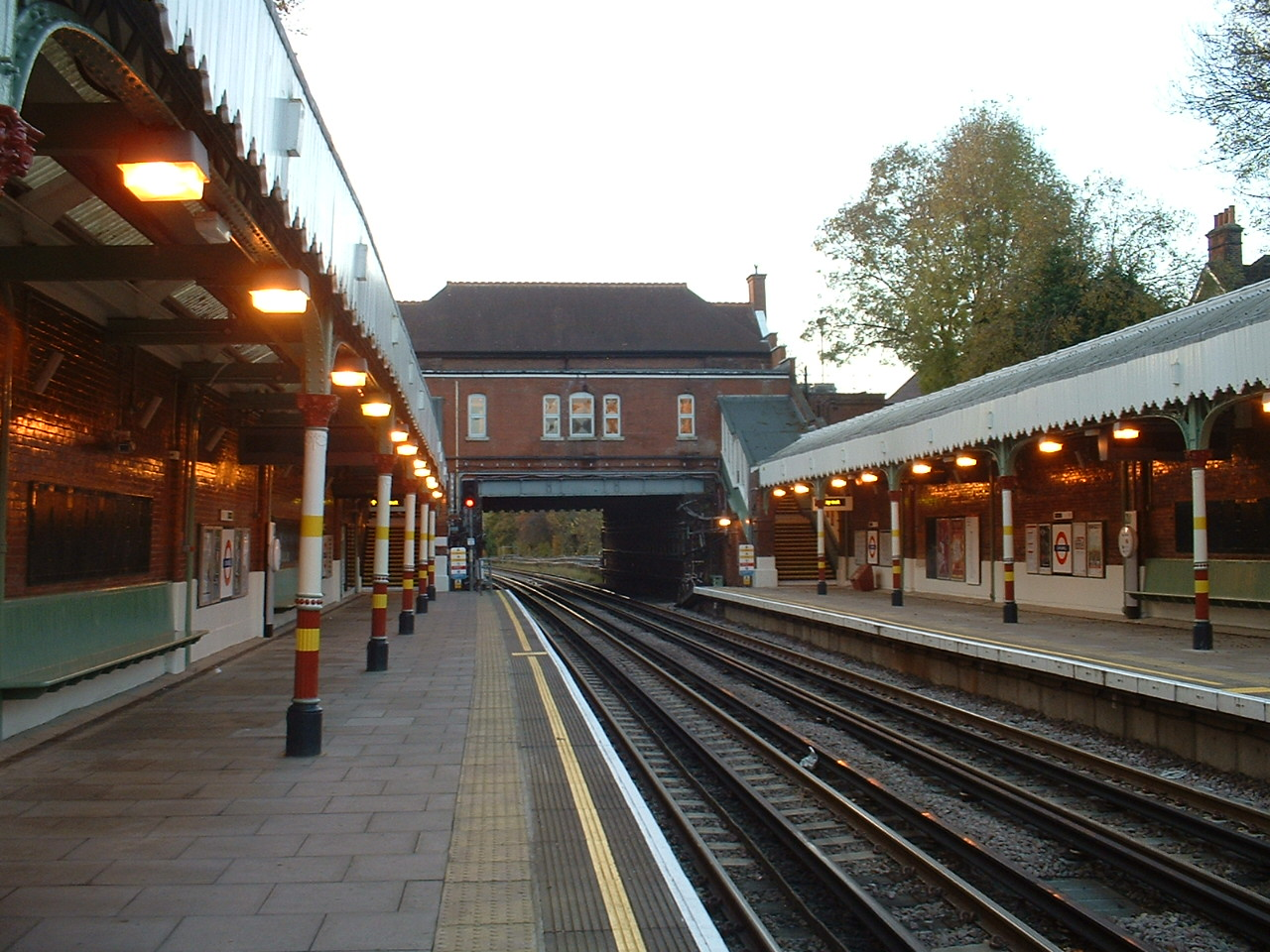
De sporen met de Edwardiaanse perrons gezien uit het oosten.
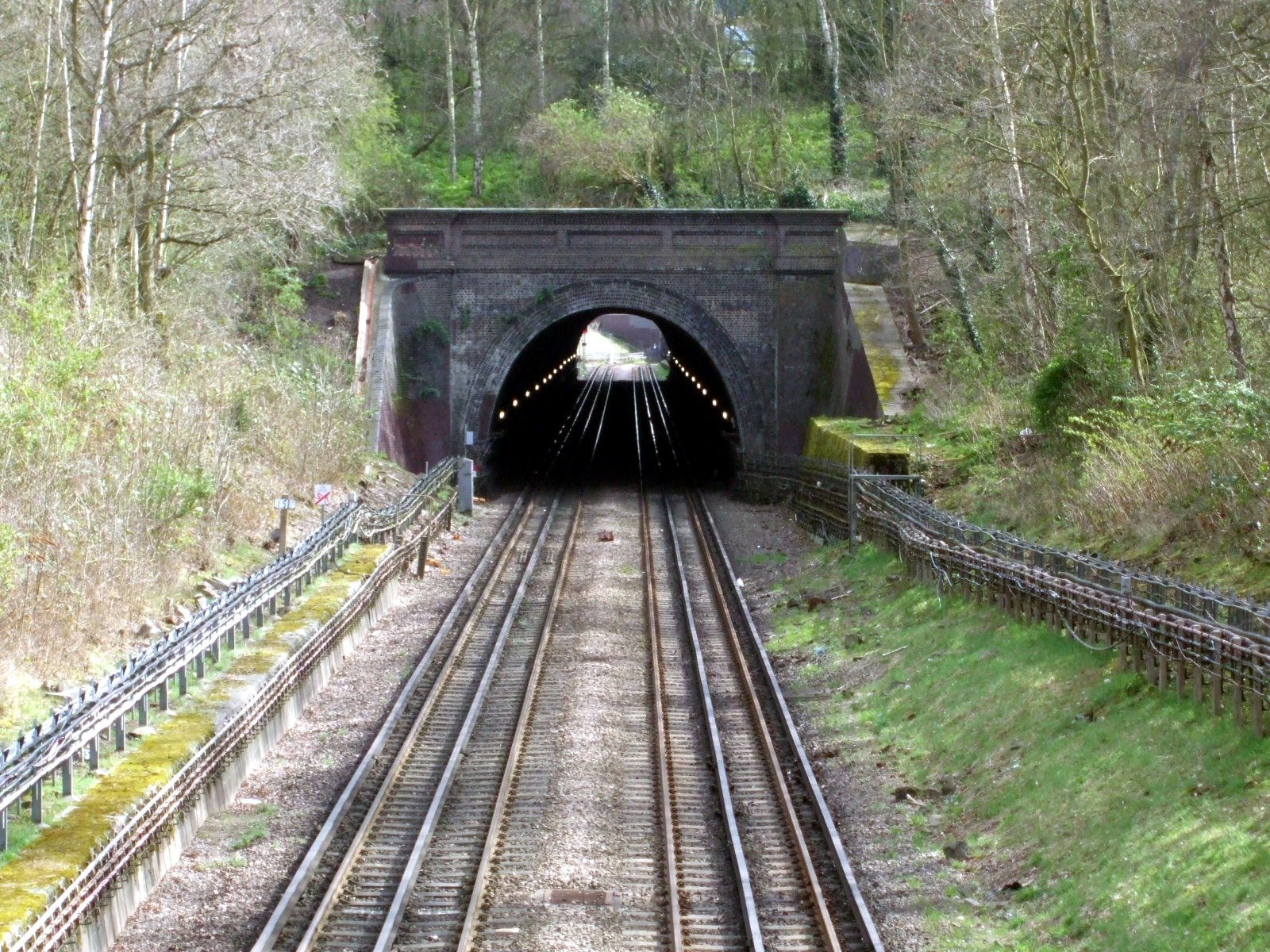
De Grange Hill Tunnel ten oosten van het station.

## Ligging en inrichting
Het stationsgebouw ligt haaks boven de sporen aan de High Road in Chigwell in Essex. In 2006 werd groot onderhoud aan het gebouw uitgevoerd. Het bakstenen gebouw uit 1903 met klokgevels kent een krappe stationshal. Achter de toegangspoortjes zijn de zijperrons met vaste trappen bereikbaar. De perrons zelf zijn voorzien van Edwardiaanse perronkappen die door gietijzeren kolommen aan de spoorzijde gesteund worden. Het station is in 1983 gebruikt als locatie voor de film Meantime van Mike Leigh. Ten westen van het station kruist de metro de Roding over een viaduct, terwijl ten oosten van het station via de ongeveer 260 meter lange Grange Hill tunnel Grange Hill wordt bereikt. Gezien de stijgende reizigersaantallen is op 19 december 2006 besloten het station open te laten tot middernacht. Daarvoor sloot het station al om 20:00. De normale dienst tijdens de daluren kent 3 ritten per uur in beide richtingen, in de ochtendspits zijn er drie doorgaande ritten naar West Ruislip.